# Megachile pexa
Megachile pexa är en biart som beskrevs av Rebmann 1968. Megachile pexa ingår i släktet tapetserarbin, och familjen buksamlarbin. Inga underarter finns listade i Catalogue of Life.